# Fritillaria
- Commons
- Wikispecies

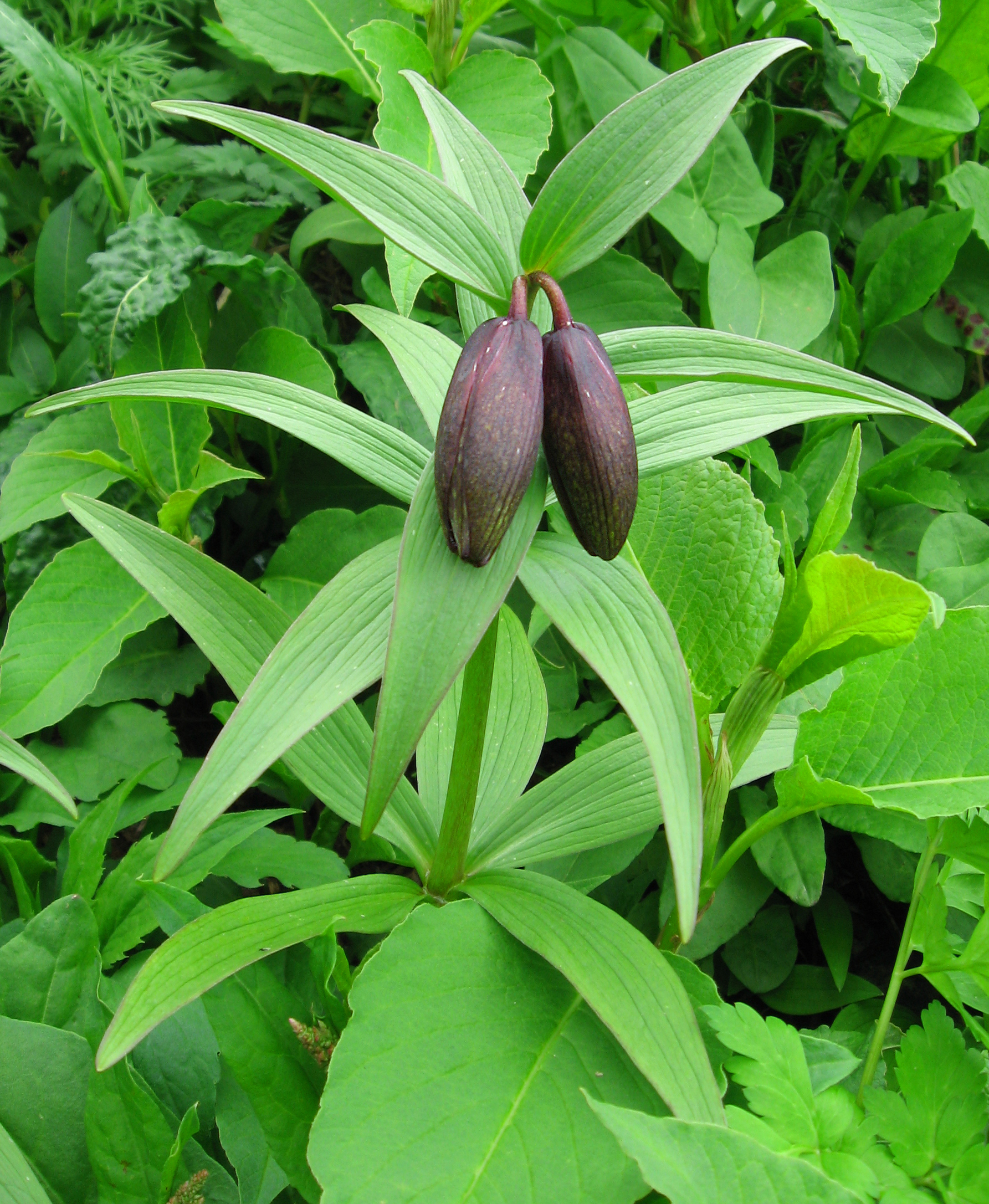
Fritillaria camtschatcensis ssp. alpina

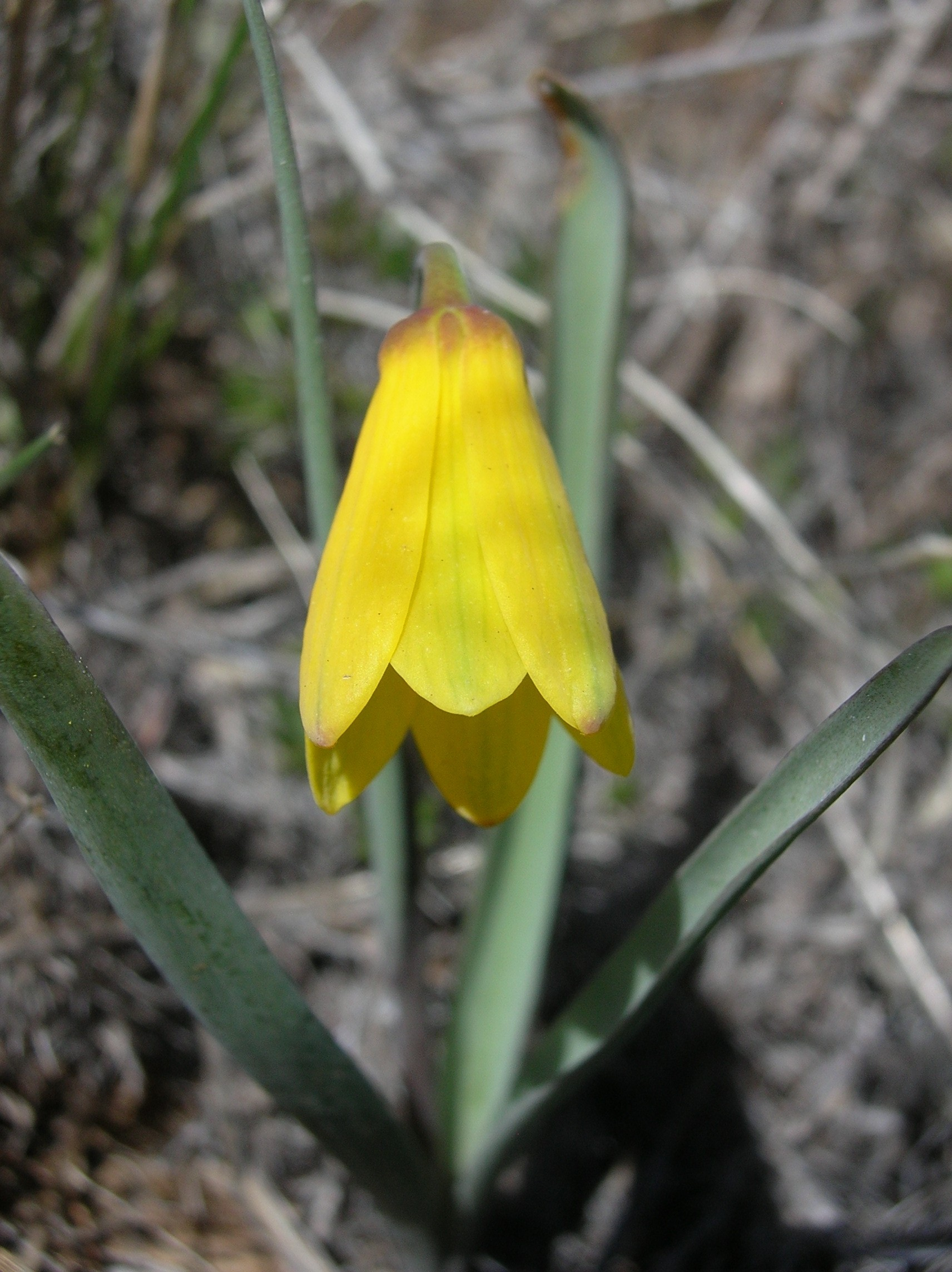
Fritillaria pudica

Fritillaria L. (vernacular, fritilária) é um género botânico pertencente à família Liliaceae.

## Sinonímia
| - Korolkowia Regel - Petilium Ludw. | - Rhinopetalum Fisch. ex D. Don - Theresia K. Koch |

## Espécies
| - Fritillaria acmopetala - Fritillaria affinis - Fritillaria agrestis - Fritillaria anhuiensis - Fritillaria armena - Fritillaria atropurpurea - Fritillaria biflora - Fritillaria brandegei - Fritillaria camschatcensis - Fritillaria cirrhosa - Fritillaria conica - Fritillaria crassicaulis - Fritillaria dagana - Fritillaria dajinensis - Fritillaria davidii - Fritillaria davisii - Fritillaria delavayi - Fritillaria drenovskii - Fritillaria dzhabavae - Fritillaria eastwoodiae - Fritillaria eduardii - Fritillaria ehrhartii - Fritillaria epirotica - Fritillaria euboeica - Fritillaria falcata - Fritillaria fusca - Fritillaria gentneri - Fritillaria glauca - Fritillaria graeca - Fritillaria grandiflora - Fritillaria grayana - Fritillaria gussichiae - Fritillaria imperialis - Fritillaria involucrata - Fritillaria karelinii - Fritillaria kotschyana - Fritillaria kurdica - Fritillaria lanceolata - Fritillaria latifolia - Fritillaria liliacea - Fritillaria lusitanica - Fritillaria lutea - Fritillaria macedonica - Fritillaria maximowiczii | - Fritillaria meleagris - Fritillaria meleagroides - Fritillaria messanensis - Fritillaria micrantha - Fritillaria monantha - Fritillaria montana - Fritillaria obliqua - Fritillaria ojaiensis - Fritillaria olgae - Fritillaria ophioglossifolia - Fritillaria orientalis - Fritillaria pallidiflora - Fritillaria persica - Fritillaria pinetorum - Fritillaria pluriflora - Fritillaria pontica - Fritillaria przewalskii - Fritillaria pudica - Fritillaria purdyi - Fritillaria pyrenaica - Fritillaria raddeana - Fritillaria recurva - Fritillaria regelii - Fritillaria rhodocanakis - Fritillaria ruthenica - Fritillaria sewerzowii - Fritillaria sichuanica - Fritillaria sinica - Fritillaria skorpilii - Fritillaria striata - Fritillaria stribrnyi - Fritillaria taipaiensis - Fritillaria thunbergii - Fritillaria tortifolia - Fritillaria tubiformis - Fritillaria tuntasia - Fritillaria unibracteata - Fritillaria uva-vulpis - Fritillaria ussuriensis - Fritillaria verticillata - Fritillaria viridea - Fritillaria walujewii - Fritillaria yuminensis - Fritillaria yuzhongensis |

- Lista completa

## Classificação do gênero
| Sistema | Classificação                     | Referência               |
| ------- | --------------------------------- | ------------------------ |
| Linné   | Classe Hexandria, ordem Monogynia | Species plantarum (1753) |